# Schlaggerte

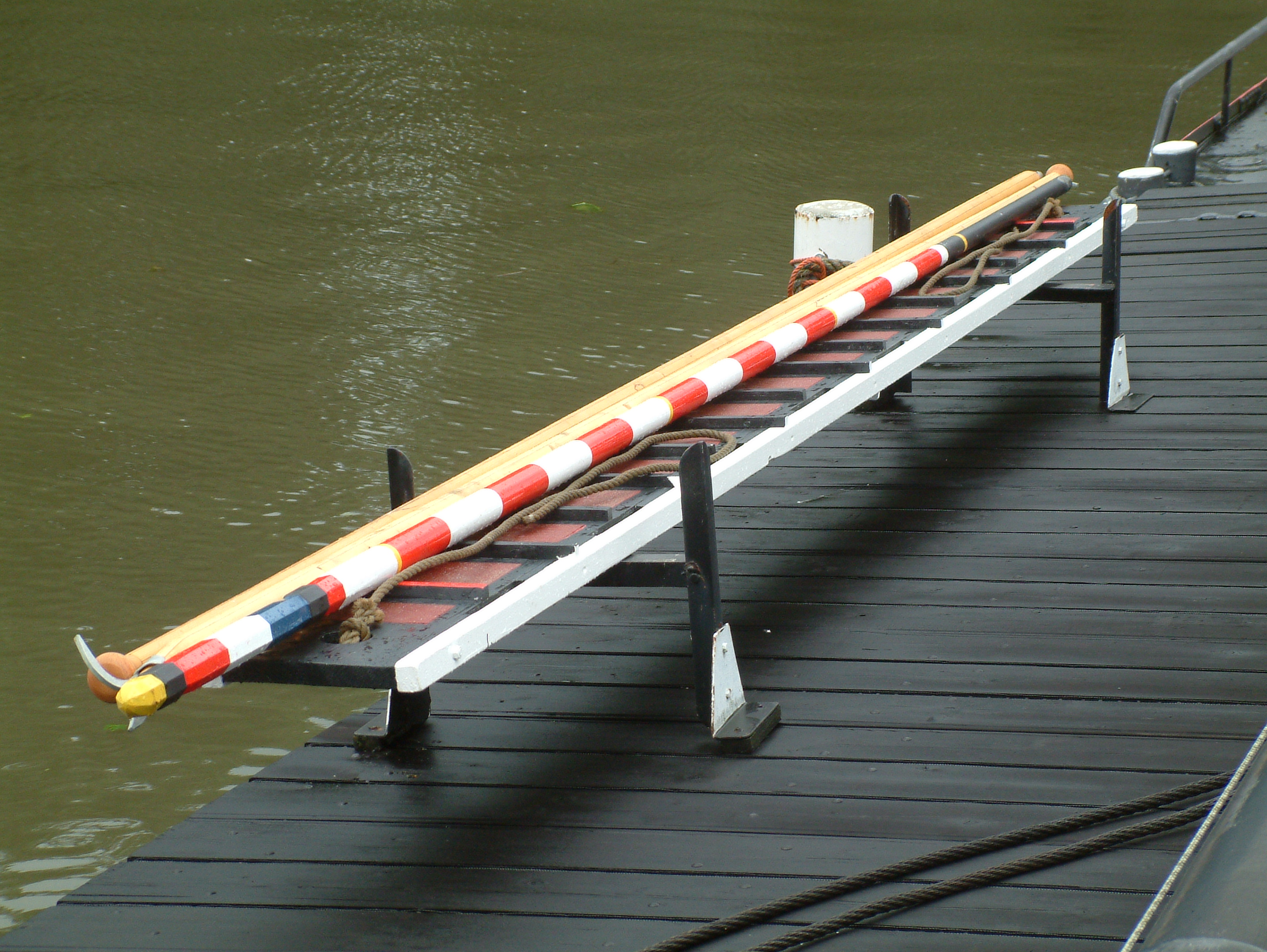
Schlaggerte und anderes Schiffszubehör auf einem Decksstuhl

Eine Schlaggerte (gesprochen Schlag-gerte) oder Peilstange ist ein traditionelles Gerät zum Messen der Wassertiefe in der Binnenschifffahrt. 

## Aussehen
Die traditionelle Schlaggerte ist ein runder Holzstab zum Peilen der Wassertiefe, der am oberen Ende achteckig geformt ist und mit einer Kugel abschließt. Der Stab ist verschiedenfarbig lackiert, wobei das untere Ende schwarz ist und dieser Teil dem Leertiefgang des Schiffes entspricht. Darüber folgen abwechselnd rote und weiße Felder von einem Fuß Länge. Der obere achteckige Teil wird oft in den Landesfarben lackiert. Gebräuchliche Längen sind fünf und sechs Meter (früher 16 bzw. 20 Fuß). Seit einiger Zeit gibt es auch Schlaggerten aus Aluminium.

## Handhabung
Die Schlaggerte dient dazu, die Wassertiefe auszumessen. Zum Messen steckt man sie entgegen der Fahrtrichtung ins Wasser. Wenn sie senkrecht steht, kann die ungefähre Wassertiefe abgelesen werden. Der Matrose gab mit Handzeichen dem Schiffsführer die abgelesene Tiefe durch. Konnte er keinen Grund mehr ertasten, zeigte er die geballte Faust, was in der Schifffahrt „Nordsee“, also genügend Wasser unter dem Schiff, bedeutete. Außerdem kann man erkennen, ob der Grund sandig oder steinig ist, indem die Schlaggerte langsam auf und ab bewegt wird. Früher sah man oft Schiffe, welche die Schlaggerten am vorderen Mast befestigt hatten. Schlaggerten wurden auch zur Linienpeilung eingesetzt.